# Beasoáin
Beasoáin (Beasoain en euskera y oficialmente) es una localidad de la Comunidad Foral de Navarra perteneciente al concejo de Beasoáin-Eguíllor y al municipio de Ollo. Está situado en la Merindad de Pamplona, en la Cuenca de Pamplona. Su población en 2014 fue de 17 habitantes (INE).